# SOS
Також SOS означає літерний код сомалійського шилінга
SOS (СОС) — міжнародний сигнал лиха в радіотелеграфному зв'язку (з використанням азбуки Морзе). Сигнал є послідовністю трьох крапок, трьох тире, трьох крапок, що передаються без пауз між буквами (· · · - - - · · · ⓘ).
Цей сигнал був прийнятий у правилах радіозв'язку німецьким урядом 1 квітня 1905 року, та став міжнародним згідно з ухвалою другої Міжнародної радіотелеграфної конвенції, що була підписана 3 листопада 1906 та набула сили 1 червня 1908 року. До того часу, і протягом кількох років після цього, використовувалися кілька різних сигналів, найпоширенішим з яких був CQD. Щодо першого використання сигналу SOS дані різняться. З одного боку, деякі джерела, зокрема стаття «Notable Achievements of Wireless» (укр. «Помітні досягнення бездротового зв'язку») з випуску «Modern Electrics» (укр. «Сучасна електроніка») за вересень 1910 року, стверджують, що це сталося на лайнері «Славонія» 10 червня 1909 року. З іншого боку, газети за червень 1909 стверджують, що «Славонія» передавав сигнал CQD, і тому частина джерел вважають першим достовірним використанням сигналу SOS випадок з американським пароплавом «Арапаое» 11 серпня 1909 року, тобто приблизно на два місяці пізніше. В будь-якому разі, навіть після цього існував деякий опір серед операторів проти нового сигналу, і навіть у квітні 1912 року, під час катастрофи лайнера «Титанік», корабельні оператори передавали як сигнали CQD, так і SOS.
Таким чином, SOS — окремий символ азбуки Морзе, представлений у вигляді послідовності букв лише для зручності запам'ятовування. Такі символи записують з лінією поверх букв: SOS.
Всупереч поширеному переконанню, SOS не є абревіатурою. Це просто довільно вибрана послідовність, зручна для запам'ятовування і легко розпізнавана на слух. Фрази, які часто пов'язують з цим сигналом, такі як англ. «Save Our Souls» (врятуйте наші душі), «Save Our Ship» (врятуйте наш корабель), «Swim Or Sink» (пливіть або потонемо), або навіть «Stop Other Signals» (припиніть інші сигнали), з'явилися вже після ухвалення сигналу.
З 1 лютого 1999 року ухвалою Міжнародної морської організації сигнал SOS замінено автоматизованою системою повідомлення про лихо, замкненою на глобальну мережу космічних сателітів. Вона дозволяє миттєво визначити місце корабельної катастрофи з точністю до 200 метрів.

## Виноски
1. ↑  Wireless Brought Help to Slavonia.//New York Times, June 13, 1909. Архів оригіналу за березень 6, 2016. Процитовано червень 10, 2018. {{cite web}}: Зовнішнє посилання в |title= (довідка)
2. ↑  Kemp, Peter Kemp (1976). The Oxford companion to ships & the sea. Oxford University Press. с. 249. Архів оригіналу за 27 травня 2013. Процитовано 10 серпня 2011.